# Мило Бошковић (песник)
Мило Бошковић (Колашин, 3. јун 1937 — Подгорица, 14. септембар 1974) био је црногорски песник. У родном Колашину похађао је основну школу, гимназију је завршио у Беранама. У Београду завршио је југословенску књижевност 1961. године, дипломирао је Филозофски факултет 1962. Био је новинар листа Борба, а затим професор гимназије у Иванграду.
Бавио се разним пословима - био је политички радник, народни посланик, председник Просветно-културног већа. Његов књижевни рад је уско везан за завичај: „Колашин”, „Тара”, „Морача”, „Биоградско језеро”, „Манастир Морача”, „Платије”, „Затарје”, „Требаљево”, „Брсково”, „Добриловина” и др.
Био је члан Удружења књижевника Југославије и Црне Горе, као један од најмлађих писаца. У заоставштини је оставио више од 700. прекуцаних страница, 50 књижевних дела, међу којима су по 6 збирки приповедака и романа, проза и поезија за децу, 11 драмских текстова, есеји и 22 књиге песама, 11 објављених књига под псеудонимом, углавном мотивски везаних за Црну Гору.

## Рад
Први објављени рад му је песма Тара (Сусрети, 1954). Објављивао је прозу, поезију и књижевну критику у
најзначајнијим часописима за културу и књижевност у Савезној Републици Југославије:
- Гoдишњак Иванградске гимназије (1954)
- Сусрети (1954, 1956, 1960—1962)
- Новине младих (1956)
- Инвалидски лист (1957, 1960)
- Видик (1957)
- Студент (1957)
- Стварање (1958, 1960—1964, 1966, 1968—1975, 1984)
- Глас омладине (1962)
- Гледишта (Ниш, 1962)
- Тражења (1962)
- Проблеми (1963)
- Билтен Завода за унапређење школства (1963)
- Стремљења (1963, 1965—1971, 1975)
- Огледи Завода за унапређивање школства (1964)
- Живот (1965—1966, 1971)
- Слобода (Иванград, 1965—1975)
- Браничево (1967)
- Летопис Матице српске (1967—1968)
- Победа (1965—1969, 1971—1972, 1977, 1981)
- Orizont (Темишвар, 1968)
- Просветни рад (1968, 1971, 1973—1974)
- Дело (1969), Мостови (1969—1971, 1974, 1976)
- Овде (1960–1972, 1974–1975)
- Руковет (1969)
- Нови свет (1970)
- Споне (1970—1971, 1974)
- Рашка (1971—1972, 1978)
- Титов пионир (Титоград, 1971)
- Токови (Иванград, 1971—1972)
- Кораци (1972)
- Одзиви (1972—1973)
- Повеља (1972)
- Багдала (1965—1973)
- Развитак (1973, 1975)
- Књижевна реч (1974)
- Одјек (1974, 1977)
- Политика (1974)
- Поља (1974)
- Путеви (1974—1975)
- Борба (1975)
- Књижевне новине (1975)
- Синтеза (1975).

Аутор је читанке за шести разред основне школе Црвена ружа, Титоград 1975. Заступљен је у алманаху студената београдског универзитета „Дан у коме данујемо” 1961, Зборнику литерарног стваралаштва Југославије 1972, Поезија Тромеђе 1977, На светим водама Лима 1994, Антологији црногорске кратке приче 1944—1984. Роман Икар са Итаке уврштен је у едицију Роман у Црној Гори, Цетиње, 1994. Преводио је са руског језика песме Јевгенија Јевтушенка.
Објавио је двадесетак збирки поезије, неколико радио-драма, радио-игара за децу и драмских текстова „Мртви не умиру”, „Нађени мир”, „Балада о ратницима”, „Чергашко славље”, „Војвода Момчило”. Његова поезија и проза је превођена на енглески, француски, руски, немачки, румунски, мађарски, македонски, словеначки и албански језик.
О Бошковићевом стваралаштву писали су Ђорђе Вуковић, Драшко Ређеп, Жарко Ђуровић, Радомир Ивановић, Радојица Таутовић, Сретен Перовић, Зорица Турјачанин, Богић Ракочевић, Радослав Ротковић, Исак Калапачина и други.

## Дела
- „Икар са Итаке”
- „Поново буђење пепела”[3]
- „Тривалски друмови”[3]
- „Живе сенке”
- „Прича из тамног Вилајета”
- „Преко пепела”[3]
- „Толико”
- „Приче из старих крајева”
- „Свијет по мени”[2]
- „Шарена копрена”[2]
- „Одредишта”[2]
- „Псалми”
- „Предели”[2]
- „Грозница”
- „Балканска ноћ”
- „Горко лето”
- „Данашња наша књижевност и данашња наша стварност”, Огледи, 1963, 2[3]
- „Филозофија самоће и филозофија савести”, Огледи, 1964, 1[3]
- „Опредељење потврђено животом”, Мостови, 1969, 1[3]
- „Лим у прозном казивању црногорских писаца”, Одзиви, 1972, 1[3]
- „Песничка сведочења Блажа Шћепановића”, Одзиви, 1972, 2[3]
- „Од бола до оптимизма”, Токови, 1972. 1-2[3]

## Награде
Списак награда које су додељене Бошковићу:
- Награда РТВ Сарајева — за радио-драму Време тече даље
- Награда Централног комитета Црне Горе
- Награда Одбора за прославу дана младости
- Прва награда Савеза студената Југославије
- Прва награда четвртог сусрета Србије и Црне Горе
- Награда „Телеграма” Загреб[3]
- Награда издавачког подузећа „Отокар Кершовани” — за необјављени роман „Обнова круга”
- Награда издавачког подузећа „Отокар Кершовани” — за роман „Легенда” 1970.
- Награда „Мостови”[3]
- Награда „Политике” Београд —  за кратку причу[3]
- Награда „Блажо Шћепановић”[3]
- Награда Међурепубличке заједнице за културно-просветну делатност у Пљевљима
- Награда „Исак Самоковлија”
- Општинска награда Иванграда „21 јули” за целокупно стваралаштво[3]
- Завичајни град Колашин подигао му је спомен-бисту 1983.
- Завичајни град Колашин организује „Дане Мила Бошковића”[3]

## Смрт
Преминуо је изненада 14. септембра 1974. године у тадашњем Титограду. Сахрањен је 16. септембра 1974. у његовом родном месту Требаљево, код Колашина.